# 片町 (金沢市)

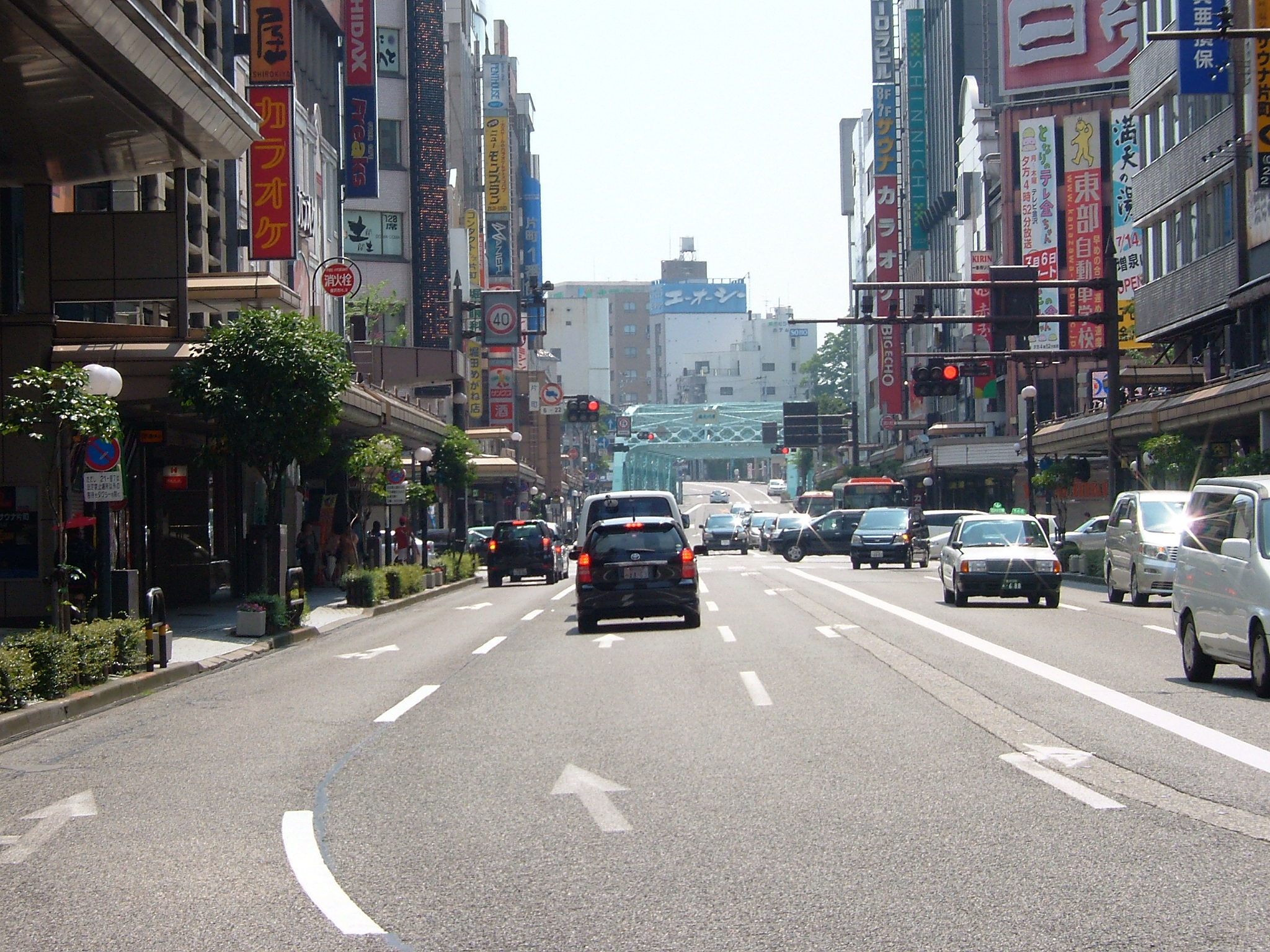
金沢市片町（奥は犀川大橋）

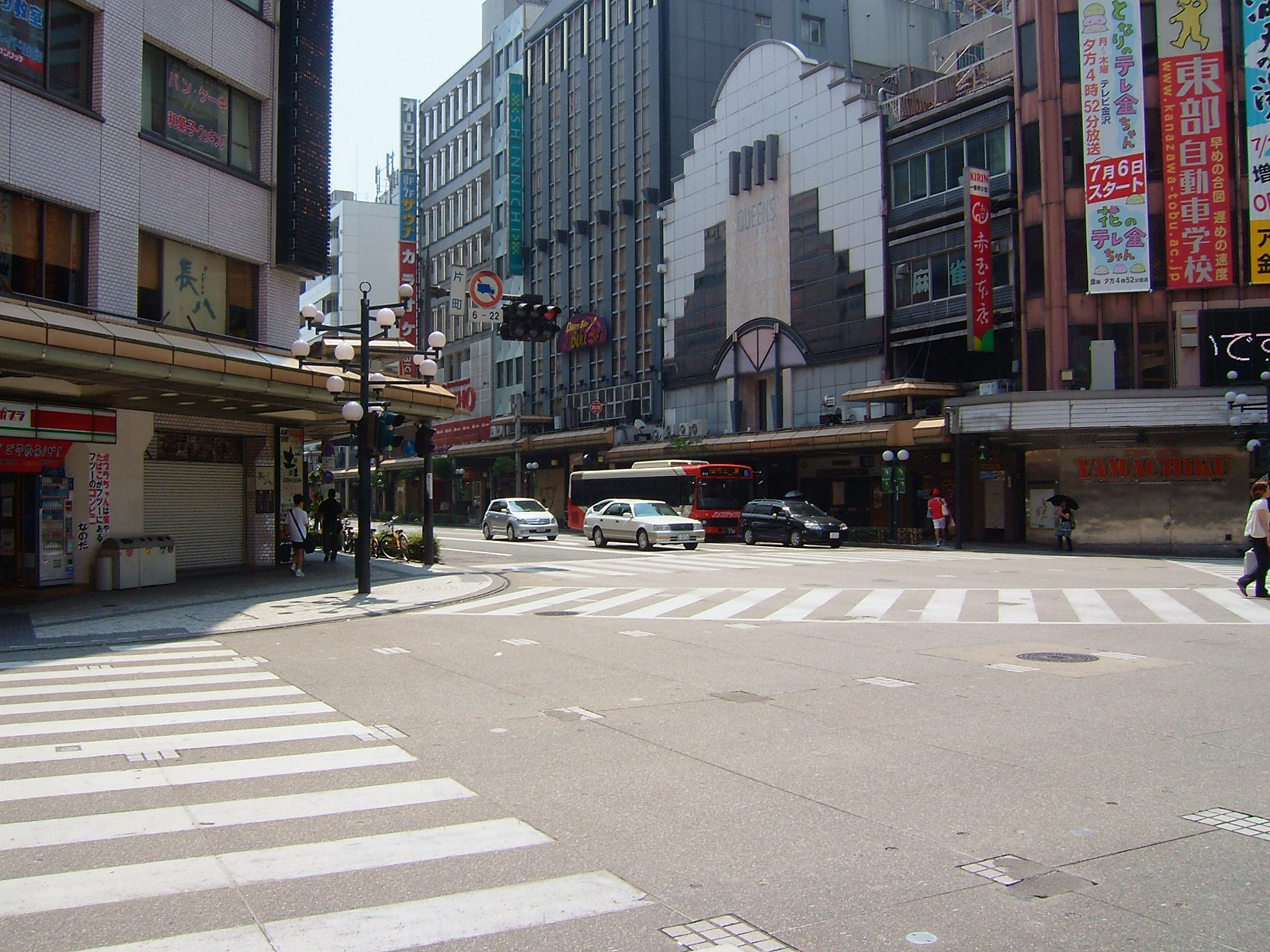
スクランブル交差点になっている片町交差点

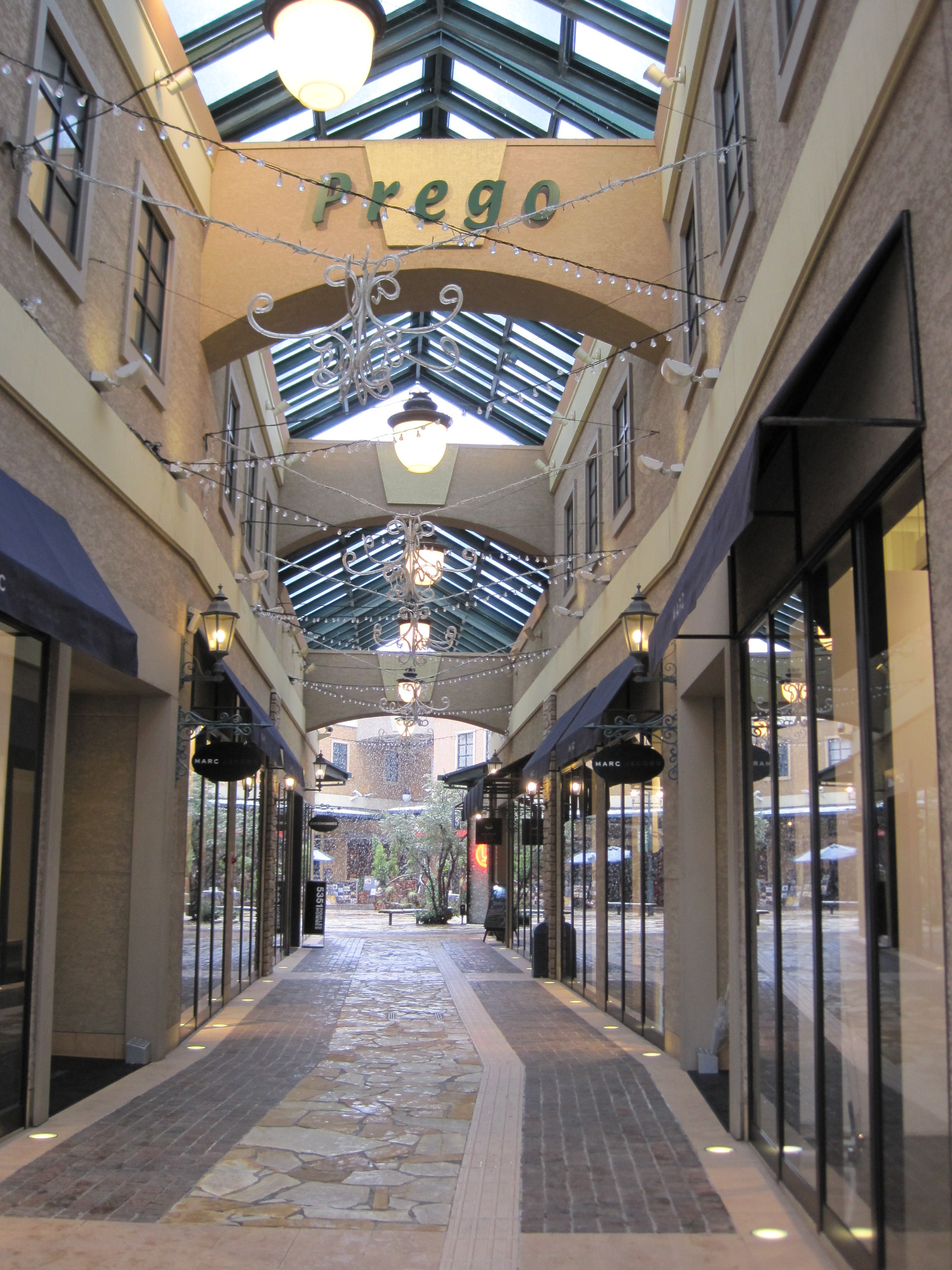
プレーゴ

片町（かたまち）は、石川県金沢市の地名で、繁華街である。現行行政地名は片町一丁目および片町二丁目。郵便番号は920-0981。

## 概要
片町は、国道157号が南北に貫き、香林坊から犀川大橋にかけての一帯を指す。隣接する香林坊や竪町とともに金沢の中心市街地を形成している。金沢で最大の歓楽街で多数の飲食店・バー・クラブが軒を並べる。通りは路線バスなど交通量が多く、休日前の夜間には路側帯のない道路の1車線がタクシーで埋め尽くされるなど渋滞が発生しやすい。
片町きららやプレーゴといった商業施設やホテルも隣接している。

## 歴史
片町の歴史は江戸時代初期に遡る。犀川は現在の本流の他に香林坊付近に支流があり、広い川原を形成していた。江戸時代初期にこの川原を埋め立てて町が作られたのが始まりで、この地域を河原町（かわらまち）と命名した。片町の名は、片側に掛け作りの家が並び、商店街を形成したことに由来している。
1889年からは金沢市の地名となり、飛躍的に発展したのが1900年代に入ってからとなる。1919年に金沢電気軌道が市内電車（後の北陸鉄道金沢市内線）を開業。1923年には宮市百貨店（デパート店の大和の起源）が開店した。
戦後の住居表示制度により、1965年に片町二丁目（現在の国道157号の西側）、1966年に片町一丁目（現在の国道157号の東側）となり、旧町名の「片町」は消滅する。その後2003年8月1日に、片町二丁目の一部が金沢市による旧町名復活運動により、木倉町（きぐらまち）として町名が復活した。
2010年代には片町の繁華街に県外の暴力団が進出、恐喝行為が行われるなど治安対策が求められるようになった。2019年、石川県は片町を暴力団排除条例に基づき、暴力団排除特別強化地域に指定。地域内では暴力団と風俗店、飲食店等との間で、みかじめ料のやりとりや利益供与などが禁止され、違反者は支払った側であっても懲役1年以下または罰金50万円以下の罰則が科されることとなった。

## 町域の変遷
| 実施後     | 実施年                   | 実施前 |
| ---------- | ------------------------ | --- |
| 片町二丁目 | 1965年（昭和40年）9月1日 | 上伝馬町、北長門町、木倉町、大藪小路、古寺町、裏古寺町の全部及び犀川下川除町、南長門町、十三間町、片町、横伝馬町、長町河岸、長町一番丁の各一部 |
| 片町一丁目 | 1966年（昭和41年）2月1日 | 河原町の全部及び大工町、竪町、広坂通、石浦町、下柿木畠、片町、十三間町の各一部                                                                 |

## 片町商店街
1894年に日本初の商業組合である片町組合が結成された。そのため片町は「日本最古の商店街」とも呼ばれている。香林坊交差点から犀川大橋にかけて、国道157号の歩道沿いにはアーケードが整備されている。かつてはサンロード片町という愛称で呼ばれていた商店街である。
現在の片町商店街のアーケードは1981年11月19日に竣工したもので、全長が822mになる。城下町であることから兜を着けた武士をイメージしたもので、明るさを取り入れながら賑わい創出も試みたものである。
片町のアーケードの歴史は、1964年から各テナントビルの所有者が自己負担で設置を始めたことに由来する。しかし、アーケードの高さにバラつきがあり、美観上評判が悪かったため、組合側が統一のアーケードの整備を進めた。
2006年には中小企業庁の「がんばる商店街77選」において、「にぎわいあふれる商店街」として選定を受けた。

### 沿革
- 1894年（明治27年） - 片町組合結成。
- 1931年（昭和6年） - アスファルト舗装の整備が完了。
- 1933年（昭和8年） - 宮市百貨店が6階建てに改装される。
- 1936年（昭和11年） - 金沢劇場（現在の「金劇パシオン」）が開業。
- 1939年（昭和14年） - 片町商店街組合連合会が結成される。
- 1952年（昭和27年） - 協同組合片町商店街組合を結成（1963年に現在の片町商店街振興組合に改称）。
- 1957年（昭和32年） - 歩道拡幅などの近代化に着手（1966年完工）。
- 1981年（昭和56年）11月19日 - 統一アーケード竣工。
- 1989年（平成元年） - 街路灯整備に着手（1995年完工）。

## 交通

### バス
- 北鉄バス（北陸鉄道・北鉄金沢バス・北鉄白山バス）　片町、片町中央通り、片町・タテマチ　バス停
- 金沢ふらっとバス
  - 菊川ルート　片町バス停
  - 長町ルート　片町・犀川大橋北、片町中央通りバス停

## 世帯数と人口
2018年（平成30年）4月1日現在の世帯数と人口は以下の通りである。
| 丁目      | 世帯数  | 人口  |
| --------- | ------- | ----- |
| 片町1丁目 | 154世帯 | 265人 |
| 片町2丁目 | 228世帯 | 399人 |
| 計        | 382世帯 | 664人 |

## 小・中学校の学区
市立小・中学校に通う場合、学区は以下のとおりとなる。
| 丁目      | 番・番地等 | 小学校             | 中学校             |
| --------- | ---------- | ------------------ | ------------------ |
| 片町1丁目 | 全域       | 金沢市立中央小学校 | 金沢市立長町中学校 |
| 片町2丁目 | 全域       | 金沢市立中央小学校 | 金沢市立長町中学校 |

## 主な周辺施設
- 犀川大橋
- 片町きらら
- プレーゴ
- 前田土佐守家資料館
- 長町武家屋敷跡
- 金沢市足軽資料館
- 片町交差点
  - スクランブル交差点である。隣接する片町一丁目交差点もスクランブル交差点であるが片町交差点よりも規模が小さいため、地元でスクランブル交差点と言えばここを指す事が多い。片町を代表する景観としても知られている。
  - この交差点より武蔵交差点までの国道157号は6時から22時までは大型自動車（マイクロバス・路線バス・観光バスを除く）は通行禁止となる。
- レンタサイクル「まちのり」[20]「片町」ポート
  - 片町きらら裏の駐輪場に設置してある。

かつて存在した施設
- ラブロ片町

## 隣接区域
- 竪町
- 広坂
- 香林坊